# 292 (عدد)
292 هو عدد صحيح طبيعي بين 291 و293

## في الرياضيات

### خصائص
- 292 عدد زوجي
- 292 عدد ناقص